# België op het wereldkampioenschap voetbal 1990
België was een van de deelnemende landen op het wereldkampioenschap voetbal 1990 in Italië. Het was de achtste deelname voor het land. Guy Thys nam als bondscoach voor de derde keer deel aan het WK. België werd in de tweede ronde van het toernooi uitgeschakeld door Engeland.

## Kwalificatie
België begon op 19 oktober 1988 in groep 7 aan de kwalificatie voor het wereldkampioenschap. België begon tegen Zwitserland, dat al een kwalificatiewedstrijd had gespeeld. België won met het kleinste verschil na een goal van Patrick Vervoort. In de tweede wedstrijd kwam België niet tot scoren. Het werd 0-0 tegen grote concurrent Tsjecho-Slowakije. Ook tegen Portugal, een van de favorieten in groep 7, speelden de Rode Duivels gelijk. Het werd 1-1, invaller Marc Van Der Linden zorgde voor de late gelijkmaker.
België won zijn volgende interland met 2-1 van Tsjecho-Slowakije. Marc Degryse werd de absolute uitblinker met twee doelpunten. Nadien blikten de Rode Duivels het bescheiden Luxemburg in met 0-5, Van Der Linden scoorde toen vier keer. Achter de schermen werd ondertussen een trainerswissel voorbereid. De 66-jarige Guy Thys zou door Walter Meeuws, die in maart 1988 als assistent-coach was aangetrokken, opgevolgd worden. In augustus 1989 zette Thys een stap opzij en werd Meeuws bondscoach. In zijn eerste interland loodste Meeuws de Duivels naar een knappe 3-0 zege tegen Portugal. Opnieuw was Van Der Linden de uitblinker, ditmaal met twee treffers.
België zat op rozen, tot er een rel uitbrak binnen de spelersgroep. Sterspeler Enzo Scifo, die niet bij al zijn ploegmaats goed in de markt lag, voelde zich benadeeld door Meeuws, die op zijn beurt in de clinch ging met de pers. Onder meer voetbalcommentator Rik De Saedeleer nam de nieuwe bondscoach zwaar op de korrel. Bovendien verdween Thys niet volledig uit beeld bij de nationale ploeg, waardoor Meeuws moeite had om uit de schaduw van zijn voorganger te treden. Twee gelijke spelen tegen respectievelijk Zwitserland en Luxemburg maakten de situatie er niet rooskleuriger op. België was weliswaar groepswinnaar geworden, mooi voetbal brachten de Rode Duivels niet. Na twee slechte oefenwedstrijden werd Meeuws in februari 1990 aan de deur gezet. Thys kreeg vervolgens zijn oude functie terug.

### Kwalificatieduels
| 19 oktober 1988  | België            | 1 - 0 | Zwitserland       |
| 16 november 1988 | Tsjecho-Slowakije | 0 - 0 | België            |
| 15 februari 1989 | Portugal          | 1 - 1 | België            |
| 29 april 1989    | België            | 2 - 1 | Tsjecho-Slowakije |
| 1 juni 1989      | Luxemburg         | 0 - 5 | België            |
| 6 september 1989 | België            | 3 - 0 | Portugal          |
| 11 oktober 1989  | Zwitserland       | 2 - 2 | België            |
| 25 oktober 1989  | België            | 1 - 1 | Luxemburg         |

### Eindstand
| Land              | Wed | W | G | V | DV | DT | Ptn |
| ----------------- | --- | - | - | - | -- | -- | --- |
| België            | 8   | 4 | 4 | 0 | 15 | 5  | 12  |
| Tsjecho-Slowakije | 8   | 5 | 2 | 1 | 13 | 3  | 10  |
| Portugal          | 8   | 4 | 2 | 2 | 11 | 8  | 10  |
| Zwitserland       | 8   | 2 | 1 | 5 | 10 | 14 | 5   |
| Luxemburg         | 8   | 0 | 1 | 7 | 3  | 22 | 1   |

## Het wereldkampioenschap
Ondanks de commotie die voor het wereldkampioenschap had plaatsgevonden, trok België met vertrouwen naar het WK. De spelersgroep werd hoger ingeschat dan het team dat in 1986 de halve finale bereikte.
Voor de loting werd België ondergebracht in pot 1, samen met gastland Italië, regerend wereldkampioen Argentinië, Brazilië, West-Duitsland en Engeland. Op 9 december 1989 vond de loting plaats. België belandde in groep E, samen met Spanje, Uruguay en Zuid-Korea.
In de eerste wedstrijd won België met 2-0 van een stug verdedigend Zuid-Korea. Marc Degryse opende de score na de rust met een knappe boogbal over de ver uitgekomen keeper Choi In-young. Een knap afstandsschot van Michel De Wolf klaarde de klus.
Tegen Uruguay begonnen de Duivels overtuigend. Een kopbal van Lei Clijsters en een mooie pegel van Scifo bezorgden België een snelle 2-0-voorsprong. Rechtsachter Eric Gerets pakte nog voor de rust twee keer geel, waardoor de Belgen nog in problemen konden komen. Maar aanvoerder Jan Ceulemans deed de boeken volledig dicht. Hij rondde een aanval van Bruno Versavel af met een hard schot: 3-0. Invaller Pablo Bengoechea milderde nog voor de Zuid-Amerikanen.
In de laatste wedstrijd verloor België van Spanje, dat zo revanche nam voor de uitschakeling op het WK 1986. Míchel bracht de Spanjaarden van op de stip op voorsprong, maar Patrick Vervoort scoorde meteen de gelijkmaker via een vrije trap. Vervoort vierde zijn goal uitbundig en liet zijn frustraties de vrije loop. De middenvelder kende een moeilijke periode door transferperikelen bij zijn club RSC Anderlecht en maakte daarom een foert-gebaar richting het publiek. Een kopbal van Alberto Gorriz legde de eindstand nog voor de rust vast.
België werd tweede en nam het in de volgende ronde op tegen Engeland, de winnaar van groep F. In Bologna bleef het na 90 minuten 0-0. In de verlengingen viel er ook niet meteen een doelpunt uit de lucht, waardoor er strafschoppen in de maak leken. Maar net voor het einde van de verlengingen, in de 119e minuut verlengde David Platt een vrije trap met een knappe volley in doel. Doelman Michel Preud'homme was geklopt en Engeland mocht door. Ondanks een carrière bij onder meer Juventus, Arsenal en Aston Villa is Platt in België vooral bekend om zijn winning goal tegen de Rode Duivels.

### Uitrustingen
Sportmerk: Adidas
| Thuis | Uit | Doelman | Doelman |

### Technische staf
| Naam            | Functie           |
| --------------- | ----------------- |
| Technische staf |                   |
| Guy Thys        | Bondscoach        |
| Michel Sablon   | Assistent-trainer |
| Ariël Jacobs    | Assistent-trainer |

### Selectie
| No. | Naam                  | Wedstr. |   |   |   |   |   | Club           |
| --- | --------------------- | ------- | - | - | - | - | - | -------------- |
| 1   | Michel Preud'homme    | 4       | 0 | 0 | 0 | 0 | 0 | KV Mechelen    |
| 2   | Eric Gerets           | 3       | 0 | 2 | 1 | 0 | 0 | PSV            |
| 3   | Philippe Albert       | 1       | 0 | 0 | 0 | 0 | 0 | KV Mechelen    |
| 4   | Lei Clijsters         | 3       | 1 | 0 | 0 | 0 | 1 | KV Mechelen    |
| 5   | Bruno Versavel        | 3       | 0 | 0 | 0 | 0 | 2 | KV Mechelen    |
| 6   | Marc Emmers           | 3       | 0 | 0 | 0 | 1 | 1 | KV Mechelen    |
| 7   | Stéphane Demol        | 4       | 0 | 0 | 0 | 0 | 0 | FC Porto       |
| 8   | Franky Van der Elst   | 4       | 0 | 0 | 0 | 0 | 0 | Club Brugge    |
| 9   | Marc Degryse          | 4       | 1 | 0 | 0 | 0 | 1 | RSC Anderlecht |
| 10  | Enzo Scifo            | 4       | 1 | 0 | 0 | 0 | 0 | AJ Auxerre     |
| 11  | Jan Ceulemans         | 3       | 1 | 0 | 0 | 0 | 0 | Club Brugge    |
| 12  | Gilbert Bodart        | 0       | 0 | 0 | 0 | 0 | 0 | Standard Luik  |
| 13  | Georges Grün          | 2       | 0 | 0 | 0 | 0 | 0 | RSC Anderlecht |
| 14  | Nico Claesen          | 1       | 0 | 0 | 0 | 1 | 0 | Antwerp FC     |
| 15  | Jean-François De Sart | 0       | 0 | 0 | 0 | 0 | 0 | Club Luik      |
| 16  | Michel De Wolf        | 4       | 1 | 0 | 0 | 0 | 0 | KV Kortrijk    |
| 17  | Pascal Plovie         | 1       | 0 | 0 | 0 | 1 | 0 | Club Brugge    |
| 18  | Lorenzo Staelens      | 1       | 0 | 0 | 0 | 0 | 1 | Club Brugge    |
| 19  | Marc Van Der Linden   | 2       | 0 | 0 | 0 | 1 | 1 | RSC Anderlecht |
| 20  | Filip De Wilde        | 0       | 0 | 0 | 0 | 0 | 0 | RSC Anderlecht |
| 21  | Marc Wilmots          | 0       | 0 | 0 | 0 | 0 | 0 | KV Mechelen    |
| 22  | Patrick Vervoort      | 3       | 1 | 0 | 0 | 2 | 0 | RSC Anderlecht |

### Wedstrijden

#### Groepsfase
|                    |            |                         |        | |
| 12 juni 1990 17:00 | Zuid-Korea | 0 – 2                   | België | Stadio Marc'Antonio Bentegodi, Verona Toeschouwers: 32.790 Scheidsrechter: Vincent Mauro (Verenigde Staten) |
| 12 juni 1990 17:00 |            | 53' Degryse 64' De Wolf |        | Stadio Marc'Antonio Bentegodi, Verona Toeschouwers: 32.790 Scheidsrechter: Vincent Mauro (Verenigde Staten) |

| Zuid-Korea | België |

| Zuid-Korea:  |    |                 |     |
|              |    |                 |     |
| GK           | 21 | Choi In-Young   | 89' |
| MF           | 20 | Hong Myung-Bo   |     |
| RB           | 17 | Gu Sang-Bum     |     |
| CB           | 3  | Choi Kang-Hee   |     |
| LB           | 5  | Chung Yong-Hwan |     |
| RM           | 2  | Park Kyung-Hoon |     |
| MF           | 7  | Noh Soo-Jin     | 62' |
| MF           | 16 | Kim Joo-Sung    |     |
| LM           | 22 | Lee Young-Jin   | 46' |
| CF           | 18 | Hwang Sun-Hong  |     |
| CF           | 14 | Choi Soon-Ho    | 39' |
| Invallers:   |    |                 |     |
| FW           | 6  | Lee Tae-Ho      | 62' |
| DF           | 15 | Cho Min-Kook    | 46' |
| Coach:       |    |                 |     |
| Lee Hoi-Taek |    |                 |     |

| België:    |    |                     |     |
|            |    |                     |     |
| GK         | 1  | Michel Preud'homme  |     |
| RB         | 2  | Eric Gerets         |     |
| CB         | 4  | Lei Clijsters       |     |
| CB         | 7  | Stéphane Demol      |     |
| LB         | 16 | Michel De Wolf      |     |
| RM         | 6  | Marc Emmers         |     |
| CM         | 8  | Franky Van der Elst |     |
| CM         | 10 | Enzo Scifo          |     |
| LM         | 5  | Bruno Versavel      |     |
| CF         | 9  | Marc Degryse        |     |
| CF         | 19 | Marc Van Der Linden | 46' |
| Invallers: |    |                     |     |
| FW         | 11 | Jan Ceulemans       | 46' |
| Coach:     |    |                     |     |
| Guy Thys   |    |                     |     |

|                    |                                       |       |                | |
| 17 juni 1990 21:00 | België                                | 3 – 1 | Uruguay        | Stadio Marc'Antonio Bentegodi, Verona Toeschouwers: 33.759 Scheidsrechter: Siegfried Kirschen (Oost-Duitsland) |
| 17 juni 1990 21:00 | Clijsters 16' Scifo 22' Ceulemans 48' |       | 74' Bengoechea | Stadio Marc'Antonio Bentegodi, Verona Toeschouwers: 33.759 Scheidsrechter: Siegfried Kirschen (Oost-Duitsland) |

| België | Uruguay |

| België:    |    |                     |         |
|            |    |                     |         |
| GK         | 1  | Michel Preud'homme  |         |
| RB         | 2  | Eric Gerets         | 35' 41' |
| CB         | 13 | Georges Grün        |         |
| CB         | 7  | Stéphane Demol      |         |
| LB         | 16 | Michel De Wolf      |         |
| RM         | 4  | Lei Clijsters       | 46'     |
| CM         | 8  | Franky Van der Elst |         |
| CM         | 10 | Enzo Scifo          |         |
| LM         | 5  | Bruno Versavel      | 75'     |
| CF         | 9  | Marc Degryse        |         |
| CF         | 11 | Jan Ceulemans       |         |
| Invallers: |    |                     |         |
| MF         | 6  | Marc Emmers         | 46'     |
| MF         | 22 | Patrick Vervoort    | 75'     |
| Coach:     |    |                     |         |
| Guy Thys   |    |                     |         |

| Uruguay:      |    |                    |     |
|               |    |                    |     |
| GK            | 1  | Fernando Álvez     |     |
| RB            | 4  | José Oscar Herrera |     |
| CB            | 2  | Nelson Gutiérrez   |     |
| CB            | 3  | Hugo de León       |     |
| LB            | 6  | Alfonso Domínguez  |     |
| RM            | 5  | José Perdomo       |     |
| CM            | 9  | Enzo Francescoli   |     |
| CM            | 10 | Rubén Paz          |     |
| CM            | 8  | Santiago Ostolaza  | 56' |
| CF            | 7  | Antonio Alzamendi  | 46' |
| CF            | 11 | Rubén Sosa         | 40' |
| Invallers:    |    |                    |     |
| MF            | 16 | Pablo Bengoechea   | 56' |
| FW            | 18 | Carlos Aguilera    | 46' |
| Coach:        |    |                    |     |
| Óscar Tabárez |    |                    |     |

|                    |                              |       |              | |
| 21 juni 1990 17:00 | Spanje                       | 2 – 1 | België       | Stadio Marc'Antonio Bentegodi, Verona Toeschouwers: 35.950 Scheidsrechter: Juan Carlos Loustau, Argentinië |
| 21 juni 1990 17:00 | Míchel 20' (pen.) Gorriz 37' |       | 28' Vervoort | Stadio Marc'Antonio Bentegodi, Verona Toeschouwers: 35.950 Scheidsrechter: Juan Carlos Loustau, Argentinië |

| Spanje | België |

| Spanje:     |    |                       |     |
|             |    |                       |     |
| GK          | 1  | Andoni Zubizarreta    |     |
| RB          | 2  | Chendo                |     |
| CB          | 4  | Genar Andrinúa        |     |
| CB          | 5  | Manuel Sanchís        |     |
| LB          | 14 | Alberto Górriz        |     |
| RM          | 21 | Míchel                |     |
| CM          | 6  | Rafael Martín Vázquez |     |
| CM          | 15 | Roberto               |     |
| LM          | 11 | Francisco Villarroya  |     |
| CF          | 9  | Emilio Butragueño     | 82' |
| CF          | 19 | Julio Salinas         | 88' |
| Invallers:  |    |                       |     |
| FW          | 7  | Miguel Pardeza        | 88' |
| DF          | 12 | Rafael Alkorta        | 82' |
| Coach:      |    |                       |     |
| Luis Suárez |    |                       |     |

| België:    |    |                     |     |
|            |    |                     |     |
| GK         | 1  | Michel Preud'homme  |     |
| RB         | 18 | Lorenzo Staelens    | 78' |
| CB         | 3  | Philippe Albert     |     |
| CB         | 7  | Stéphane Demol      |     |
| LB         | 16 | Michel De Wolf      |     |
| RM         | 6  | Marc Emmers         | 31' |
| CM         | 8  | Franky Van der Elst |     |
| CM         | 10 | Enzo Scifo          |     |
| LM         | 22 | Patrick Vervoort    |     |
| CF         | 9  | Marc Degryse        |     |
| CF         | 11 | Jan Ceulemans       |     |
| Invallers: |    |                     |     |
| DF         | 17 | Pascal Plovie       | 31' |
| FW         | 19 | Marc Van Der Linden | 78' |
| Coach:     |    |                     |     |
| Guy Thys   |    |                     |     |

#### Tweede ronde
|                    |            |              |        |                                                                                                   |
| 26 juni 1990 21:00 | Engeland   | 1 – 0 (n.v.) | België | Stadio Renato Dall'Ara, Bologna Toeschouwers: 34.520 Scheidsrechter: Peter Mikkelsen (Denemarken) |
| 26 juni 1990 21:00 | Platt 119' |              |        | Stadio Renato Dall'Ara, Bologna Toeschouwers: 34.520 Scheidsrechter: Peter Mikkelsen (Denemarken) |

| Engeland | België |

| Engeland:    |    |                |     |
|              |    |                |     |
| GK           | 1  | Peter Shilton  |     |
| RWB          | 12 | Paul Parker    |     |
| CB           | 6  | Terry Butcher  |     |
| CB           | 14 | Mark Wright    |     |
| CB           | 5  | Des Walker     |     |
| LWB          | 3  | Stuart Pearce  |     |
| RM           | 11 | John Barnes    | 76' |
| CM           | 16 | Steve McMahon  | 73' |
| CM           | 19 | Paul Gascoigne | 85' |
| LM           | 8  | Chris Waddle   |     |
| CF           | 10 | Gary Lineker   |     |
| Invallers:   |    |                |     |
| MF           | 17 | David Platt    | 73' |
| FW           | 21 | Steve Bull     | 76' |
| Coach:       |    |                |     |
| Bobby Robson |    |                |     |

| België:    |    |                     |      |
|            |    |                     |      |
| GK         | 1  | Michel Preud'homme  |      |
| RB         | 2  | Eric Gerets         |      |
| CB         | 13 | Georges Grün        |      |
| CB         | 7  | Stéphane Demol      |      |
| LB         | 16 | Michel De Wolf      |      |
| RM         | 4  | Lei Clijsters       |      |
| CM         | 7  | Franky Van der Elst |      |
| CM         | 10 | Enzo Scifo          |      |
| LM         | 5  | Bruno Versavel      | 107' |
| CF         | 9  | Marc Degryse        | 64'  |
| CF         | 11 | Jan Ceulemans       |      |
| Invallers: |    |                     |      |
| FW         | 14 | Nico Claesen        | 64'  |
| MF         | 22 | Patrick Vervoort    | 107' |
| Coach:     |    |                     |      |
| Guy Thys   |    |                     |      |

KBVB · A-internationals · Selecties · Statistieken · Bondscoaches · Belgisch vrouwenelftal · Olympisch elftal · België U21 · België U20 · België U19 · België U18 · België U17 · België U16 · Vrouwen U19 · Vrouwen U17
Albanië ·
Algerije ·
Andorra ·
Argentinië ·
Armenië ·
Australië ·
Azerbeidzjan ·
Bosnië en Herzegovina · 
Brazilië ·
Bulgarije ·
Burkina Faso ·
Canada ·
Chili ·
Colombia ·
Costa Rica ·
Cyprus ·
DDR ·
Denemarken ·
Duitsland ·
Egypte ·
El Salvador ·
Engeland ·
Estland ·
Faeröer ·
Finland ·
Frankrijk ·
Gabon ·
Gibraltar ·
Griekenland ·
Hongarije ·
Ierland ·
IJsland ·
Irak ·
Israël ·
Italië ·
Ivoorkust ·
Japan ·
Joegoslavië ·
Kazachstan ·
Kroatië · 
Letland ·
Litouwen ·
Luxemburg ·
Malta ·
Marokko ·
Mexico ·
Montenegro · 
Nederland ·
Noord-Ierland ·
Noord-Macedonië ·
Noorwegen ·
Oekraïne ·
Oostenrijk ·
Panama · 
Paraguay ·
Peru ·
Polen ·
Portugal ·
Qatar ·
Roemenië ·
Rusland ·
San Marino ·
Saoedi-Arabië ·
Schotland ·
Servië ·
Servië en Montenegro ·
Slovenië ·
Slowakije ·
Sovjet-Unie ·
Spanje ·
Tsjechië ·
Tsjecho-Slowakije ·
Tunesië · 
Turkije · 
Uruguay · 
Verenigde Staten · 
Wales · 
Wit-Rusland ·
Zambia · 
Zuid-Korea · 
Zweden · 
Zwitserland
Algerije (2014) ·
Argentinië (2014) · 
Brazilië (2018) · 
Canada (2022) · 
Denemarken (2021) · 
Engeland (2018, 1) · 
Engeland (2018, 2) · 
Finland (2021) · 
Frankrijk (1904) ·
Frankrijk (2018) · 
Ierland (2016) · 
Italië (2016) · 
Italië (2021) · 
Japan (2018) · 
Kroatië (2022) · 
Marokko (2022) · 
Nederland (1985) · 
Panama (2018) ·
Polen (1982) · 
Portugal (2021) · 
Rusland (2014) · 
Rusland (2021) · 
Sovjet-Unie (1982) · 
Tunesië (2018) · 
Verenigde Staten (2014) ·
West-Duitsland (1980) · 
Zuid-Korea (2014)